# Hölzersgraben
Der Hölzersgraben ist ein etwa 2,1 Kilometer langer, linker Zufluss des Mainkanals bei Gerlachshausen im unterfränkischen Landkreis Kitzingen.

## Geographie

### Verlauf
Der Hölzersgraben entspringt auf etwa 221 m ü. NHN im Südwesten der Gemarkung Dimbach des gleichnamigen Gemeindeteils der Stadt Volkach. Das Gewässer drückt aus einem unbenannten Quelltopf am Rande der Waldabteilung Linkhöftännig im Spessart-Forts hervor. Der Bach ist während seines Verlaufs weitgehend kanalisiert. Er fließt nach Westen und speist nach wenigen Metern einen weiteren namenlosen See, der die charakteristische Form eines Hufeisens aufweist. Der Hölzersgraben verlässt daraufhin das Volkacher Gemeindegebiet und erreicht Schwarzach am Main.
Der Bach durchquert eine zwischen den ausgedehnten Waldgebieten befindliche Offenfläche und wendet sich nach etwa einem Kilometer seines Verlaufs nach Südwesten. Er unterquert mehrere Feldwege, ehe er wenige Meter vor seiner Mündung zwei weitere unbenannte Seen speist. Anschließend wird der Bach wiederum unter einem Feldweg durchgeführt. Wenige Meter vor seiner Mündung erreicht er die Staatsstraße 2271, die er ebenfalls unterquert. Hier wurde der Bach zu einem weiteren kleinen See aufgestaut, an dem ein Auwald entstehen konnte.
Der Hölzersgraben mündet bei Stromkilometer 301 auf ungefähr 193 m ü. NHN in den Mainkanal zwischen Volkach und Gerlachshausen. Sein Lauf endet ungefähr 28 Höhenmeter unterhalb seiner Quelle, er hat somit ein mittleres Sohlgefälle von etwa 13 ‰.

### Einzugsgebiet
Das Einzugsgebiet des Hölzersgrabens umfasst Teile der zum Mittleren Maintal gehörigen Schwarzacher Talweitung und des Dimbacher Flugsandgebietes im Steigerwaldvorland. Es wird durch ihn über den Mainkanal, den Main und den Rhein zur Nordsee entwässert. Während die Mündung und der Oberlauf des Bachs vor allem durch Waldgebiet führt, wird im Unterlauf extensive Landwirtschaft betrieben.
Es grenzt
- im Norden, Westen und Süden an das Einzugsgebiet der Sommerach,
- im Osten an das des Dimbachs, der dem Etterswasengraben zufließt,
- im Süden an das des Etterswasengrabens selbst und
- im Westen an das des Mainkanals.

## Schutzgebiete
Der Hölzersgraben fließt durch ein Areal, das von Schutzgebieten aller Schutzkategorien durchsetzt ist. Bereits der Quelltopf ist Teil des Fauna-Flora-Habitats Sandgebiete bei Schwarzach, Klein- und Großlangheim, sowie des Vogelschutzgebietes Südliches Steigerwaldvorland. Der Bach bildet die Wasserversorgung für das Naturschutzgebiet Sandfluren bei Volkach, Schwarzach am Main und Sommerach, das er auf nahezu seiner gesamten Länge begleitet. Insbesondere die östlichen Flussgebiete speisen feuchte Areale, die als Biotope eingetragen sind. Hier sind auch Sandmagerrasen zu finden.